# Finnische Fußballmeisterschaft 1913
Die finnische Fußballmeisterschaft 1913 war die sechste Saison der höchsten finnischen Spielklasse im Herrenfußball.
Kronohagens IF gewann die Meisterschaft.

## Endrunde

### Halbfinale
|                | Ergebnis |              |
| -------------- | -------- | ------------ |
| Kronohagens IF | 4:1      | HJK Helsinki |
| Åbo IFK        | 0:0      | Turun Riento |

|         | Ergebnis |              |
| ------- | -------- | ------------ |
| Åbo IFK | 1:1      | Turun Riento |

|         | Ergebnis |              |
| ------- | -------- | ------------ |
| Åbo IFK | 3:0      | Turun Riento |

### Finale
|                | Ergebnis |         |
| -------------- | -------- | ------- |
| Kronohagens IF | 5:3      | Åbo IFK |